# Liste des aéroports en Oman

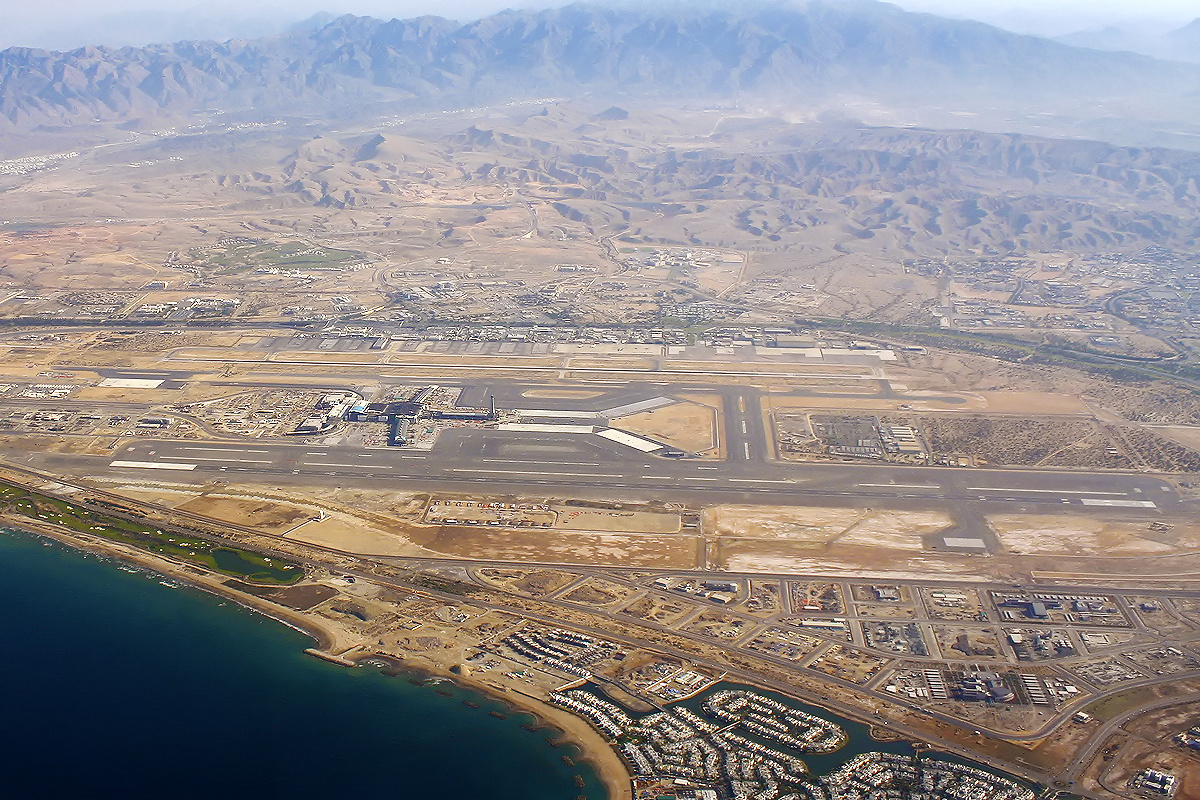
Aéroport international de Mascate (Oman).

Voici une liste des aéroports du Sultanat d'Oman, classés par type et par localisation.

## Carte
| Sohar Duqm Khasab Mascate Salalah |

## Aéroports
Les aéroports en caractères gras sont ceux qui disposent de lignes commerciales régulières.
| Ville desservie      | OACI | AITA | Nom de l'aéroport                            |
| -------------------- | ---- | ---- | -------------------------------------------- |
| Aéroports civils     |      |      |                                              |
| Adam                 |      |      | Aéroport d'Adam                              |
| Duqm                 |      | DQM  | Aéroport de Duqm                             |
| Butabul              | OOBB |      | Aéroport de Butabul (en)                     |
| Buraimi              | OOBR | RMB  | Aéroport de Buraimi (en)                     |
| Dibba Al-Baya (en)   |      | BYB  | Aéroport de Dibba (en)                       |
| Fahud (en)           | OOFD |      | Aéroport de Fahud (en)                       |
| Ghaba (en)           | OOGB |      | Aéroport de Qarn Alam (en)                   |
| Haima                | OOHA |      | Aéroport de Haima (en)                       |
| Ibra                 | OOIA |      | Aéroport d'Ibra (en)                         |
| Ibri                 | OOII |      | Aéroport d'Ibri (en)                         |
| Jarf North           | OOJN |      | Aéroport de Jarf Nord                        |
| Khasab               | OOKB | KHS  | Aéroport de Khasab / Base aérienne de Khasab |
| Lekhwair             | OOLK |      | Aéroport de Lekhwair (en)                    |
| Marmul (en)          | OONR | OMM  | Aéroport de Marmul (en)                      |
| Mukhaizna            |      |      | Champ pétrolifère de Mukhaizna (en)          |
| Mascate              | OOMS | MCT  | Aéroport international de Mascate            |
| Nizwa                | OONZ |      | Aéroport de Nizwa (en)                       |
| Ras al Hadd          |      |      | Aéroport de Ras Al Hadd                      |
| Rustaq               | OORQ |      | Aéroport de Rustaq (en)                      |
| Saiq                 | OOSQ |      | Aéroport de Saiq (en)                        |
| Salalah              | OOSA | SLL  | Aéroport de Salalah                          |
| Sohar                | OOSH | OHS  | Aéroport de Sohar                            |
| Sour                 | OOSR | SUH  | Aéroport de Sour (en)                        |
| Yibal                | OOYB |      | Aéroport de Yibal (en)                       |
| Aéroports militaires |      |      |                                              |
| Firq                 | OOFQ |      | Base aérienne de Firq (en)                   |
| Izki                 | OOIZ |      | Base aérienne d'Izki (en)                    |
| Masirah              | OOMA | MSH  | Base aérienne de Masirah (en)                |
| Thumrait (en)        | OOTH | TTH  | Base aérienne de Thumrait (en)               |

## Statistiques
Pour des raisons techniques, il est temporairement impossible d'afficher le graphique qui aurait dû être présenté ici.

Voir la requête brute et les sources sur Wikidata.

## Sources
- [PDF] (en) « Codes OACI par pays », Organisation de l'aviation civile internationale, 12 janvier 2006
- (en) « Codes des Nations unies : Oman », UN/LOCODE 2007, Commission économique pour l'Europe, 25 mars 2008 - Codes AITA
- (en) Great Circle Mapper: Aéroports d'Oman - Codes AITA et OACI
- (en) World Aero Data: Aéroports d'Oman - Codes OACI
- (en) Aircraft Charter World: Aéroports d'Oman
- (en) Flightstats: Aéroports d'Oman

- (en) Cet article est partiellement ou en totalité issu de l’article de Wikipédia en anglais intitulé « List of airports in Oman » (voir la liste des auteurs).